# Lethrus spinimanus
Lethrus spinimanus is een keversoort uit de familie mesttorren (Geotrupidae). De wetenschappelijke naam van de soort werd in 1892 gepubliceerd door Jakovlev.